# هارتفورد (نیوجرسی)
هارتفورد (به انگلیسی: Hartford) یک منطقهٔ مسکونی در ایالات متحده آمریکا است که در ماونت لورل، نیوجرسی واقع شده‌است. هارتفورد ۱۳ متر بالاتر از سطح دریا واقع شده‌است.